# حامد ذبیحی
حامد ذبیحی (زاده ۱۳۶۴) عروسک‌گردان، بازیگر، نویسنده و کارگردان ایرانی است. شهرت او بیشتر برای عروسک‌گردانی شخصیت جناب‌خان در مجموعهٔ خندوانه است.
او برای نمایش «اپرای خورشید»، برندهٔ جایزهٔ اول عروسک‌گردانی از هشتمین جشنواره عروسکی دانشجویی شد.

## زندگی
ذبیحی از سال ۱۳۸۲ مشغول تحصیل در رشته نمایش در دانشگاه تهران شد و سپس فعالیت‌های گوناگونی در حوزه‌های نویسندگی و کارگردانی داشت. از سال ۱۳۸۵ کار عروسک‌گردانی را آغاز کرد. از جمله آثار او می‌توان به مجموعهٔ کلاه‌قرمزی، گوگوجی، امین و مینا و شهر موش‌ها ۲ اشاره کرد.

## آثار

### عروسک‌گردانی
- «عبد صالح» به کارگردانی «سعید میرزایی»؛ تهران، حوزه هنری، تالار مهر؛ ۱۳۸۲
- «اپرای خورشید» به کارگردانی «وحید شاکری»؛ تهران، دانشگاه تهران، تالار سمندریان (هشتمین جشنواره عروسکی دانشجویی)؛ ۱۳۸۳
- «خوشا به حال بردباران» به کارگردانی «الهام شیرازی»؛ تهران، کانون پرورش فکری، تالار گلستان؛ ۱۳۸۴
- «خاله پیرزن و عمو نوروز» به کارگردانی «مریم برزوئیان»؛ تهران، دانشگاه تهران، تالار سمندریان و تهران، تالار هنر؛ ۱۳۸۴
- «تجربه ده عمل ساده» به کارگردانی «پوپک عظیم‌پور»؛ تهران، ورزشگاه قبا؛ ۱۳۸۴
- «خواب» به کارگردانی «ناصر نجفیان»؛ تهران، تالار هنر (جشنواره عروسکی دانشجویی)؛ ۱۳۸۵
- «سندباد» به کارگردانی «وحید شاکری»؛ تهران، تالار مولوی (جشنواره عروسکی دانشجویی)؛ ۱۳۸۵